# Malcolm Guthrie (kierowca wyścigowy)
Malcolm Guthrie (ur. 16 grudnia 1942 roku w Halstead) – brytyjski kierowca wyścigowy.

## Kariera
Guthrie rozpoczął międzynarodową karierę w wyścigach samochodowych w 1968 roku od startów w wyścigach Formuła 3 - E.R. Hall Trophy i Sveriges Grand Prix, w których uplasował się odpowiednio na dziewiętnastej i piętnastej pozycji. W późniejszych latach Brytyjczyk pojawiał się także w stawce 24-godzinnego wyścigu Le Mans, Gran Premio della Lotteria di Monza, Tasman Series, Europejskiej Formuły 2, Mantorp Park Formula 2 Trophy, Trophée de France Formule 2, Grote Prijs van Limborg oraz Internationales ADAC-Eifelrennen.
W Europejskiej Formule 2 Brytyjczyk startował w latach 1969-1970. W pierwszym sezonie startów z dorobkiem dwóch punktów uplasował się na piętnastej pozycji w klasyfikacji generalnej. Rok później nie zdobywał punktów.